# Gerrit Holtmann
Gerrit Holtmann (Bremen, 25 de março de 1995) é um futebolista profissional filipino nascido na Alemanha que atua como meia. Atualmente está sem clube.

## Carreira
Gerrit Holtmann começou a carreira no Eintracht Braunschweig.